# Bundesbürgschaft
Die Bundesrepublik Deutschland gewährt Bundesbürgschaften im Rahmen finanzieller Fördermittel zur Absicherung volkswirtschaftlich förderungswürdiger und betriebswirtschaftlich vertretbarer Projekte in den neuen Bundesländern. Dabei handelt es sich um öffentliche Bürgschaften des Bundes unter Einbindung paralleler Landesbürgschaften. 
Der Bund übernimmt in diesem Bürgschaftsprogramm mit dem jeweiligen Bundesland eine bis zu 80-prozentige Ausfallbürgschaft zur Besicherung von neu zu gewährenden Krediten. 
Voraussetzung ist, dass bankübliche Kreditsicherheiten nicht im erforderlichen Umfang zur Verfügung stehen und die mit den Krediten zu finanzierenden Vorhaben volkswirtschaftlich förderungswürdig und wirtschaftlich tragfähig sind. Außerdem sind beihilferechtliche Vorgaben der europäischen Kommission zu beachten.
Verbürgt werden Investitions- und Betriebsmittelkredite einschließlich Avale. Die Bürgschaften werden nur für Vorhaben übernommen, die nicht durch Landesbürgschaften oder Bürgschaften der Bürgschaftsbanken abgedeckt sind.
Mandatar dieses Programmes ist PricewaterhouseCoopers (PwC).